# Gigerwaldsee
Der Gigerwaldsee liegt im Calfeisental auf dem Gebiet der politischen Gemeinde Pfäfers im Kanton St. Gallen.

## Stausee
Zu erreichen ist der Stausee über Bad Ragaz durch das Taminatal. Letzte grössere Ortschaft ist Vättis. Von dort führt eine Bergstrasse und an Sommerwochenenden eine Postautostrecke zur ca. 400 Meter höher gelegenen, 1976 fertiggestellten Staumauer. Am südlichen Seeufer entlang führt eine schmale, öffentlich befahrbare Strasse durch einige Tunnels zur ehemaligen Walsersiedlung St. Martin. Die Strasse ist im Winter wegen Lawinengefahr gesperrt. Der Gigerwaldsee ist der grösste See, der ausschliesslich auf St. Galler Gebiet liegt.
Der Zufluss beträgt im Winter nur 5 bis 10 % des sommerlichen Zuflusses.
Der Gigerwaldsee ist ein Teil des von 1971 bis 1977 erbauten Pumpspeicherwerks der Kraftwerke Sarganserland (KSL), eines Partnerwerks des Kantons St. Gallen und der Axpo AG. Es nutzt Wasser aus dem oberen Weisstannental und seinen Seitentälern, dem Calfeisental und dem Taminatal, und erzeugt im Mittel jährlich 460 Mio. Kilowattstunden Strom.

### Sanierung
Für Herbst 2022 wurde geplant, die Staumauer grundzusanieren. Dafür hätte das gesamte Wasser abgelassen werden müssen. Im Oktober 2022 werde der See entleert, hatte die Axpo im August 2022 angekündigt. Doch im September 2022 kam die Wende: Die Gefahr eines Energiemangels im Winter 2022 nach dem russischen Überfall auf die Ukraine mache eine Stilllegung unmöglich, das Wasserkraftwerk müsse weiterlaufen, verkündete die Axpo.
Die Sanierung wurde um zwei Jahre auf 2024 verschoben. Vor dem Entleeren wurde die Tamina unterhalb der Mauer weitgehend leergefischt, um das Verenden der Fische durch den hohen Schlammgehalt des abgelassenen Wassers zu verhindern (vergleiche Stauraumspülung). Das Absenkniveau des Grundablasses wird um 20 Meter angehoben, da der Stauseegrund durch die Schlammablagerungen jedes Jahr um etwa 40 cm steigt. Die Sanierung kostet 25 Millionen Franken, 10 Millionen mehr, als sie bei einem Beginn der Arbeiten 2022 gekostet hätte. Im Frühjahr 2025 wird der Stausee wieder gefüllt, die nächste Sanierung dieser Art ist in 40 Jahren vorgesehen.

## Technische Daten

### Staumauer Gigerwald
| Doppelt gekrümmte Bogenstaumauer  |              |       |
| Maximale Höhe über Fundament      | 147 m        |       |
| Kronenlänge                       | 430 m        |       |
| Minimale Mauerstärke an der Krone | 7 m          |       |
| Maximale Mauerstärke am Fuss      | 22 m         |       |
| Höhe der Mauerkrone               | 1337 m ü. M. |       |
| Betonkubatur                      | 446 000 m³   | [ 2 ] |

### Hydraulische Ausrüstung
|                  | Kraftwerk Mapragg                    | Kraftwerk Sarelli                    |
| ---------------- | ------------------------------------ | ------------------------------------ |
| Turbinen         | 3 vertikalachsige Francisturbinen    | 2 vertikalachsige Francisturbinen    |
| Turbinenleistung | je 93 300 kW                         | je 45 000 kW                         |
| Drehzahl         | 600/min                              | 750/min                              |
| Schluckvermögen  | je 25 m³/s                           | je 15 m³/s                           |
| Pumpen           | 3 vertikalachsige zweistufige Pumpen | 3 vertikalachsige zweistufige Pumpen |
| Pumpenleistung   | je 53 000 kW                         | je 53 000 kW                         |
| Fördermenge      | je 8,6 bis 11,9 m³/s                 | je 8,6 bis 11,9 m³/s                 |

## Bilder

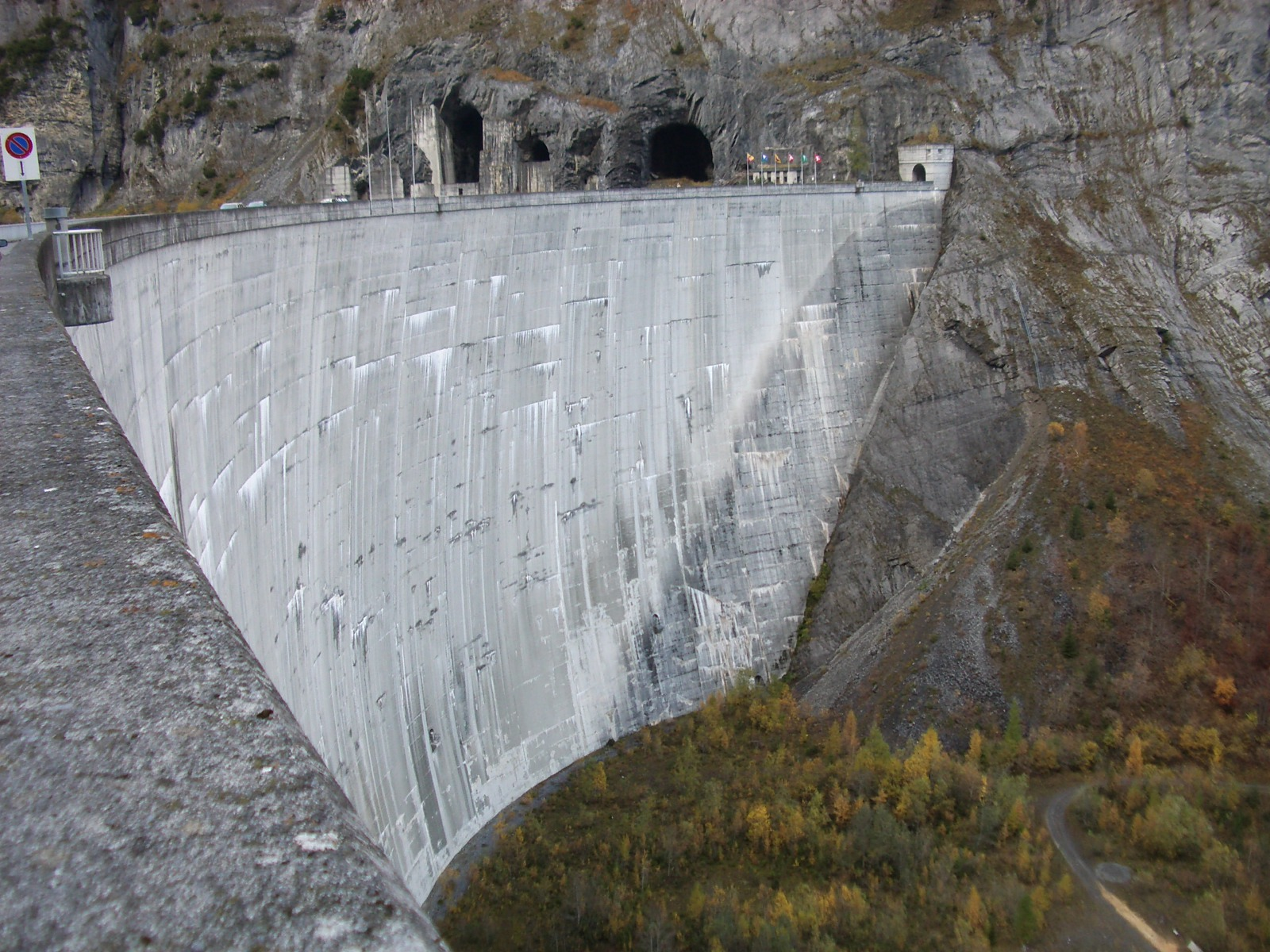
Staumauer
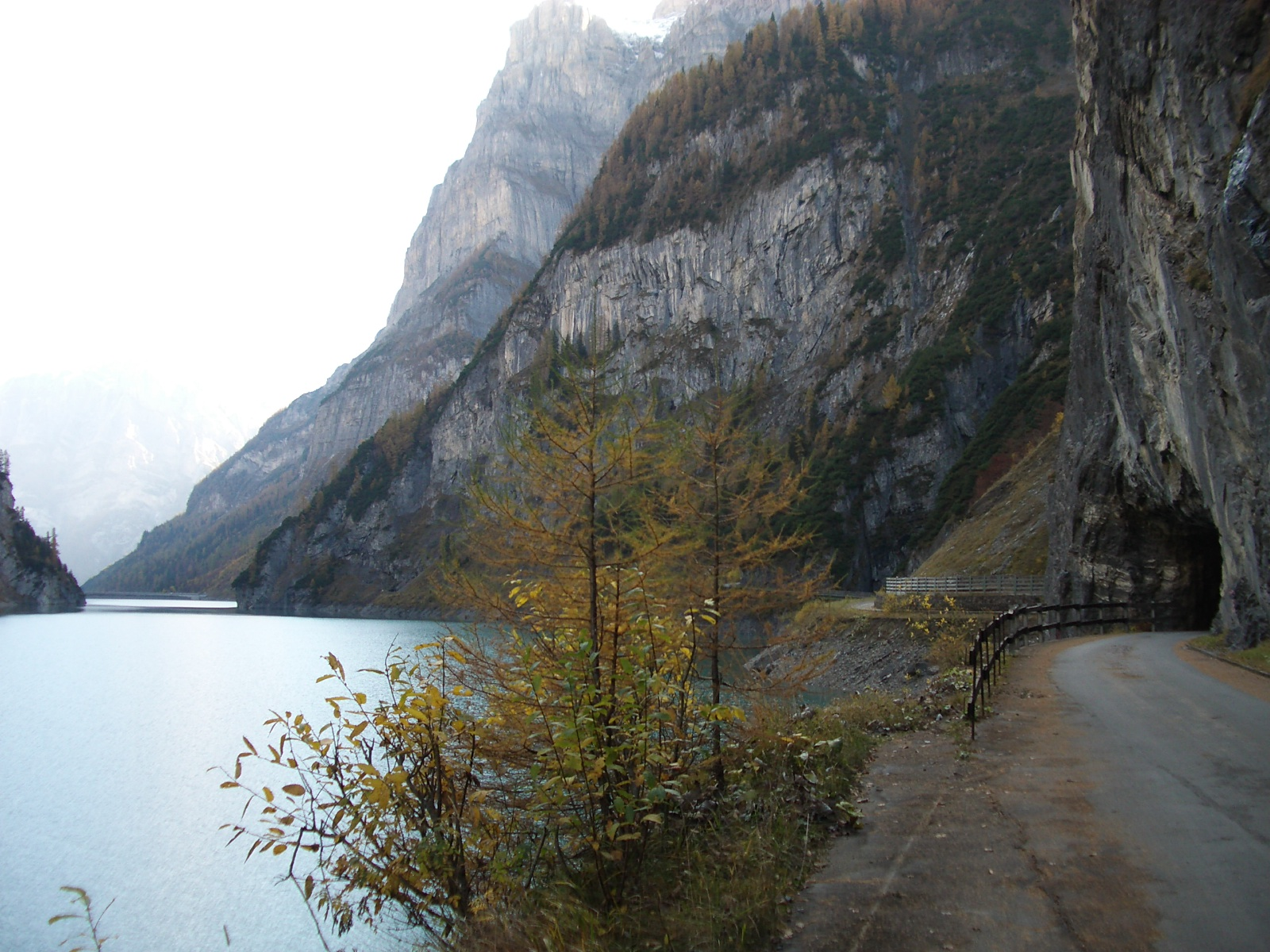
Südliches Ufer mit Strasse, Blick gegen die Staumauer im Osten
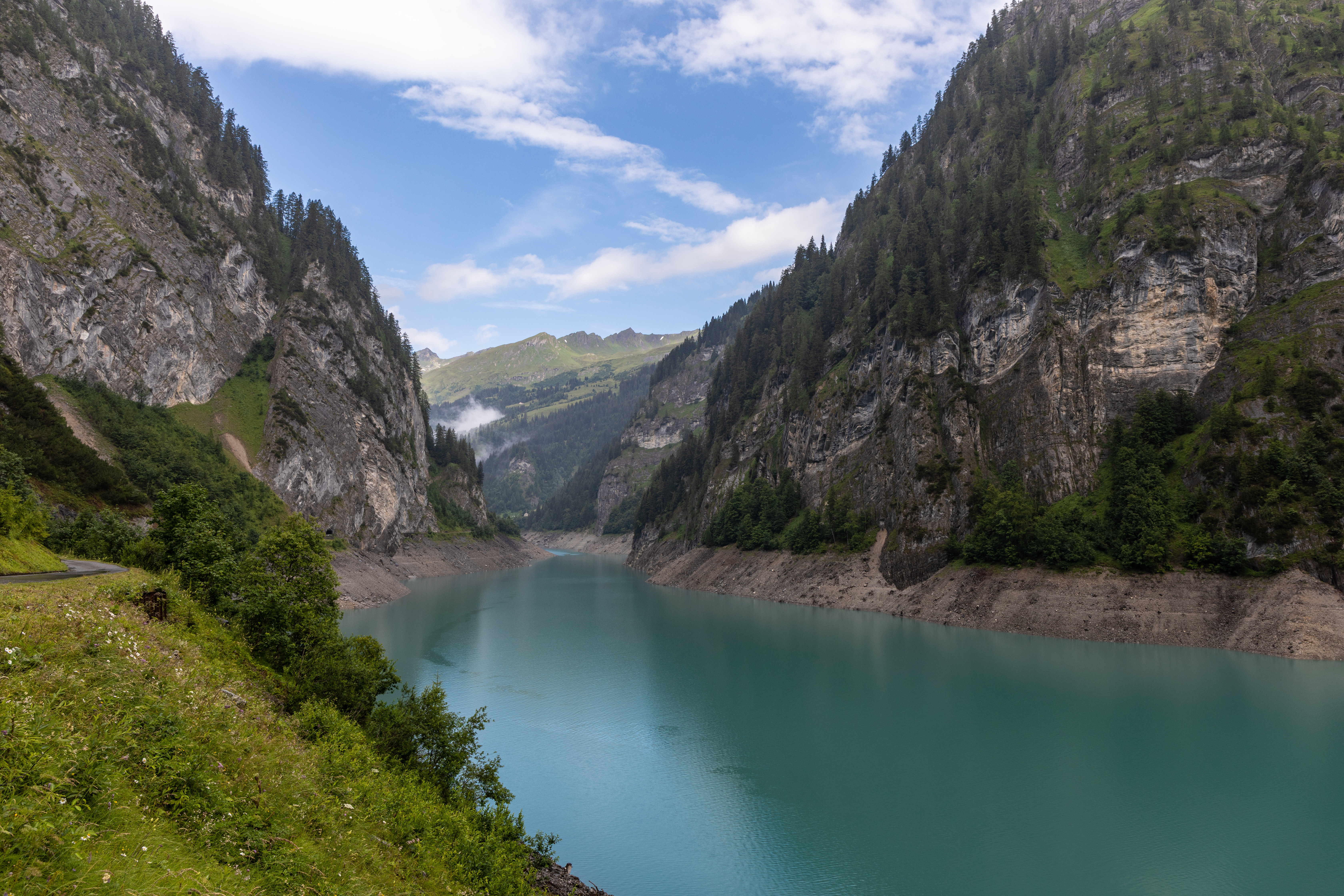
Westliches Seeende mit Weiler St. Martin
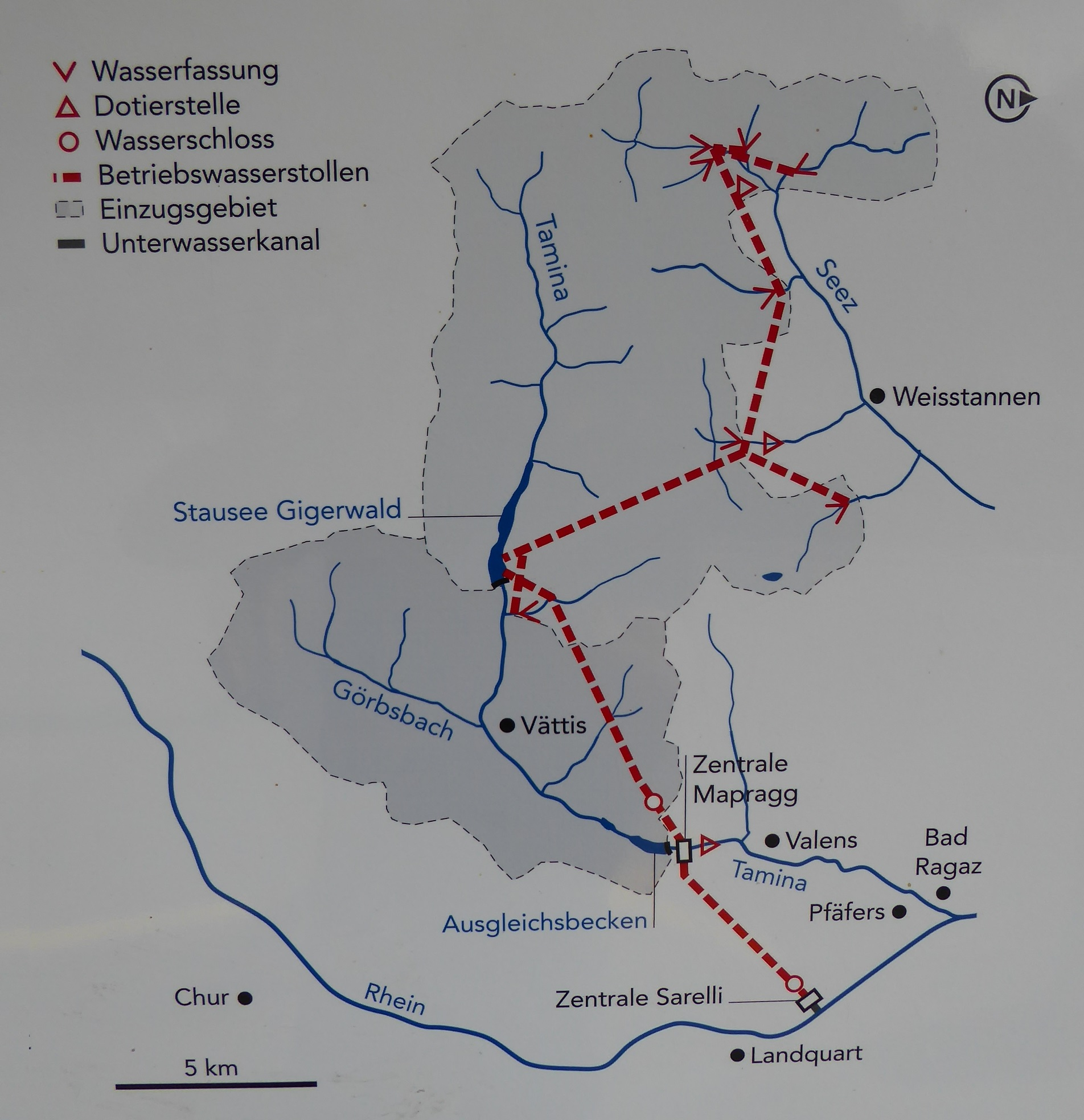
Anlagen der Kraftwerke Sarganserland
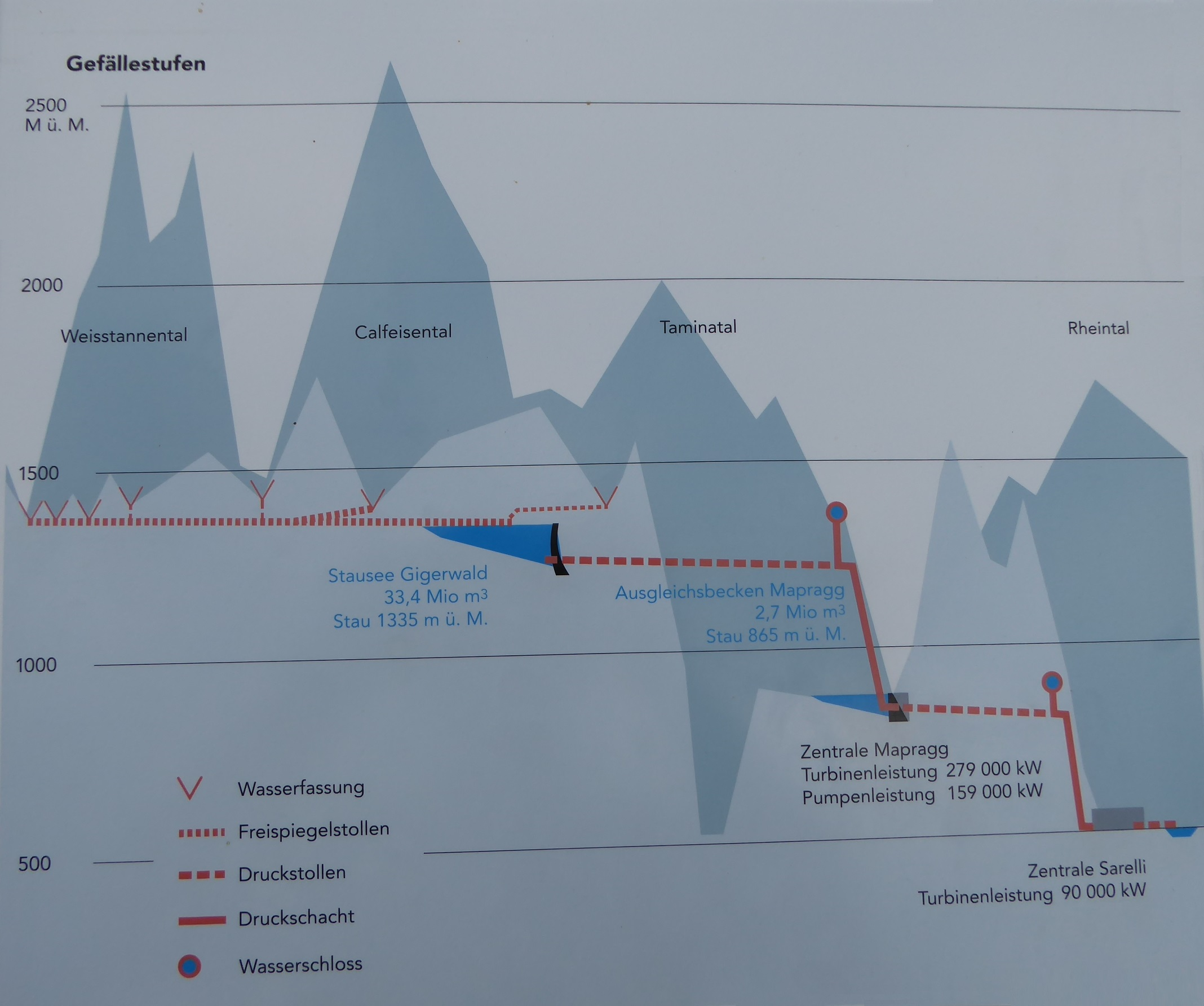
Profil des Kraftwerks